# Прем'єр-міністр Єменської Арабської Республіки
Прем'єр-міністр Єменської Арабської Республіки був головою уряду країни в сучасному північному регіоні Ємену.